# 琴音芽衣
琴音 芽衣（ことね めい、1998年3月25日 - ）は、日本のAV女優。LINX所属。

## 略歴・人物
山梨県出身。
趣味・特技は映画、音楽、料理。
2019年8月にAVデビュー。

## 出演作品

### アダルトDVD
- いつでも中出しさせてくれる僕だけの女子●生アイドル（8月9日、宇宙企画）
- 地味美少女が極太ちん棒ビッチ堕ち!! むっつりオナオナで全力アヘ顔晒してそのまま種付け中出し交尾ww（8月9日、赤面女子）※オムニバス作品
- 夏。プール帰り。バイト先の後輩。 濡れ髪のままホテルで。（8月9日、ヒメゴト）※オムニバス作品
- 日曜日の朝 寝起きの彼女が可愛くて起きぬけに一発（8月9日、ヒメゴト）※オムニバス作品
- 【中出し!個人撮影】きい/20歳/女子大生/スーパーおすすめ!!!/激烈どエロ美少女!!!/びちょマン/どエロ乳首/制服コス/電マ/3発射/SEX/じゅぼフェラ/口内発射/膣内射精（8月12日、なまなま.net）
- 「マジ天使!?」 骨折してオナニーできない僕のチ●コは我慢の限界!それを見かねた美人ナースは使命感に駆られたのか優しく手を添えてくれ… 4（8月16日、DOC）※オムニバス作品
- 調教され続けた私…。 マゾ奴隷に堕ちてゆきます。（8月19日、チキチキカマー）
- うちの娘、家ではブラジャーを着けないんで、父としてはちょっと困ってます。そして今晩、その娘と二人きりなんです…（8月27日、思春期.com）※「芽衣」名義
- 黒パンスト女子校生は家庭教師を誘惑する（9月5日、グローリークエスト）
- 最新大人のオモチャを使ってみた! イキながら必死で解説するレビュアー女子たち（9月19日、タマネギ）※オムニバス作品
- ザ・面接 VOL.163 人前でオナニーしてこいと言われまして ハイ、性的に飼われています（9月30日（レンタル）/11月22日（セル）、アテナ映像）共演:沖田里緒、桜井萌、城山若菜、井上春香、望月あやか、松ゆきの、浅倉真凛
- 素人セーラー服生中出し（改） 純真純白10代の肌×びっくん美乳羞恥潮吹き×子宮に生中出し（10月1日、プラム）
- SOD女子社員 野外で初めての全裸!初めてのSEX!初めて尽くしの恥ずかしい（＞_＜）が止まらない! 20名全員が初出演! 今年度入社した新卒うぶ女子社員たちの全力 青空♡スポーツテスト!（10月10日、SODクリエイト）※「金堂めい」名義、共演:朝倉未華子、琴原夏美、堀之内優衣、志麻水樹、黒木遥香、社本みなみ、橋本かな、中田瞳、上原佐奈、門脇杏沙、沖蜜柑、足立やよい、星野りさ、高野まな、加護唯、田中樹里亜、広崎さとり、内藤華、上村あずき
- 芯が強くてちょっと天然なダンス教室の先生 経験少ない娘が凄テクと巨根の快楽に戸惑い半泣きイキ!（10月25日、ブロッコリー）
- ナンパ連れ込みSEX隠し撮り・そのまま勝手にAV発売。する元ラグビー選手 Vol.1（10月25日、綜実社）※「あい」名義
- マジックミラー号 カップルNTR 彼氏までミラー越し30cmの距離で密着泡マッサージ体験! 健気で一途な彼女でさえ、股間の擦れる快感に他人ち○ぽを拒めない!?（11月7日、SODクリエイト）※オムニバス作品
- 素人ブルマニア個人撮影映像 中出しブルマん娘（11月14日、フェチ眼）※「芽衣」名義
- 全国学校映像コンテストグランプリ作品「私たちは、クラスメイトのAVを撮影しました」AV Debut?（11月21日、SODクリエイト）共演:有栖るる、冬愛ことね、稲場るか
- マジックミラー号 入社まで待てない! SOD女子社員の撮影現場を見学しに来たインターン生はマン汁が糸を引くほどビショ濡れ! 優しくクンニしてあげるとチ●ポが欲しくなって未来の先輩たちにバレないようこっそり声我慢エッチ（11月21日、SODクリエイト）※「金堂めい」名義、共演:上村あずき、足立やよい、星野りさ
- めちゃエロ素人 只今、パパ活中。 YOUよりHなパパ活友達いませんか? エロ過ぎ素人ムスメを数珠つなぎ!!（11月25日、ナンパJAPAN）※オムニバス作品
- 中年オヤジの粘着ベロちゅうで舐め堕ちする制服美少女（11月29日、ワープエンタテインメント）
- 黒パンスト生徒ラブホハメ撮り 性欲MAX元気娘&中出し大好き娘（12月7日、パコパコ団とゆかいな仲間たち）※オムニバス作品
- Let's★Party! NONSTOP! ヤリマン乱交 忘年会24H（12月13日、S級素人）共演:悠月リアナ、深田みお、河北はるな
- キャビンアテンダントのはじめて見る無防備なパンスト姿に大興奮! 憧れの美脚ラインがエロすぎて着陸許可なく熱いのいっぱいブッカケちゃった!! 2（12月13日、Z-MEN）※「めい」名義、オムニバス作品
- 朝、目が覚めると見知らぬ女。酔っ払ってなだれ込んだ女の家で朝から晩までヤリまくり性交。 ヤリマンビッチ めい（12月20日、クリスタル映像）※「めい」名義
- 夫の残した遺恨を背負わされる母と娘…。（12月27日、キネマ座）共演:一条綺美香

- ガチ天使! 2 看護師になった友人の妹に怪我の処置をしてもらっていたら不覚にもチ○ポが反応してしまい…（1月17日、Z-MEN）※オムニバス作品
- 可愛い彼女と個人撮影。敏感過ぎて快感が止まらない美少女がイキ姿をさらけ出すプライベートSEX（2月13日、S-Cute）※オムニバス作品
- 制服美少女、乳首堕ち。（2月29日、ワープエンタテインメント）
- えっちな女子校生の淫語かたりかけぐちゅぐちゅ連続絶頂スク水オナニー 4（6月25日、アイエナジー）※オムニバス作品
- セーラー服と機関坊 初撮り生中出し 3（8月13日、プラム）※オムニバス作品
- 押しに弱い看護師って天使!?（11月13日、Z-MEN）※オムニバス作品

### アダルトVR
2019年
- パパ活円光! 「またイッてもいいですか…」 敏感体質の制服美少女とラブホでしっぽり中出し性交（9月22日、こあらVR）
- 目の前に広がる美アナル大図鑑 第二弾 ―シワまでシワまで丸見え恥じらいヒクヒク美尻アナルVR―（10月4日、こあらVR）※オムニバス作品
- 某有名私立大学 ネットで噂の○○サークル 学園祭打ち上げに潜入! 田舎者の普通男子のボクが酔っぱらった女の子達に異常にモテまくる ハーレム飲み会模様を勝手にVR化（10月9日、ワンズファクトリー）共演:南波ありさ、夏原唯、佐久間恵美、野澤すずか
- こんなん流出拡散されたらBAN確定ww 2 生配信!生ハメ!生中出し!放送事故を乗り切る声我慢セックス!（11月8日、ブイワンVR）

2020年
- HQ 劇的超高画質 添い寝でヤリマンJ● イケメン客ならすぐヤっちゃうwあぁ… でも内緒にねっw（2月6日、ブイワンVR）

2021年
- 中に出してごめんね… 壁ドンからの立ちバック! いつも遊びに来るかわいい後輩にムラムラしちゃってついつい3発射!（5月29日、CRYSTAL VR）
- パンチラ×太もも×ニーソ 絶対領域VR 4（9月11日、CRYSTAL VR）※オムニバス作品
- パンチラ×太もも×ニーソ 絶対領域VR 5（10月2日、CRYSTAL VR）※オムニバス作品

### イメージDVD
- 清純令嬢（2019年10月23日、pistil）※「國本皐月」名義